# Danmarks landsdele
Danmarks landsdele er en inddeling af Danmarks territorium i flere landsdele. I dag anvendes to definitioner på landsdele i Danmark.
- I forbindelse med folketingsvalg er landet inddelt i tre landsdele, som bl.a. anvendes ved fordelingen af tillægsmandater.
- I statistisk øjemed er landet inddelt i 11 landsdele.

## Historie
I middelalderen bestod Danmark af flere lande (Nørrejylland, Sønderjylland, Fyn, Langeland, Sjælland, Lolland, Bornholm, Skåne, Halland og Blekinge). Hvert land havde sit eget landsting, men især på de fire store ting, Viborg, Ringsted, Urnehoved og Lund, blev der truffet historiske beslutninger for hele landet. Landstingenes vigtigste opgave var at hylde kongen ved tronskifte. Som politiske forsamlinger traf de også afgørelser om krig og fred. Desuden havde de lovgivende og dømmende funktioner.
Betegnelserne landsdel og landskab blev sidenhen en del af det danske dagligsprog. Betegnelserne er ikke blevet brugt på den samme konsekvente måde som i Sverige. Derfor er er det ofte usikkert, hvilket geografiske område landsdelsbetegnelserne præcist dækker.
I 1900-tallet har man traditionelt talt om tre landsdele: Jylland, Øerne og Bornholm. Øerne omfatter i den forbindelse Fyn, Sjælland, Lolland-Falster og de mindre omgivende øer, men ikke Bornholm.
I de senere år er betegnelserne Østdanmark og Vestdanmark ofte brugt. Her deler man landet ved Storebælt.
Jylland kan opdeles i større dele som Nordjylland, Vestjylland, Østjylland og Sønderjylland, samt i nyere tid også Midtjylland og Sydjylland (som overlapper med de andre betegnelser). Jylland kan også opdeles i mindre dele som Sydvestjylland, Nordvestjylland, Djursland, Vendsyssel osv. De jyske landsdele har ingen præcis afgrænsning, bortset fra Nørrejylland og Sønderjylland, hvor grænsen går ved Kongeåen. Den officielle betegnelse for den danske del af Sønderjylland (Nordslesvig) siden 1920 er dog de sønderjyske landsdele. Fra april 1974 er Midt- og Vestjylland blevet brugt som en fælles betegnelse for Viborg og Ringkøbing Amter. Begrebet Syddanmark blev lanceret ved regionsreformen i 2006.
I historisk sammenhæng kaldes Jyske Lov, Sjællandske Lov og Skånske Lov for Landskabslovene.

## Folketingsvalg
Siden 1920 er fordelingen af tillægsmandater ved Folketingsvalg blevet opgjort i de tre landsdele. Oprindeligt så de således ud:
- Jylland, bestående af Nordjyllands Amt, Viborg Amt, Århus Amt, Ringkøbing Amt, Vejle Amt, Ribe Amt og Sønderjyllands Amt.
- Øerne, bestående af Fyns Amt, Storstrøms Amt, Vestsjællands Amt, Roskilde Amt, Frederiksborg Amt, Københavns Amt og Bornholms Amt samt Ertholmene.
- Hovedstaden, bestående af Københavns Kommune og Frederiksberg Kommune.

I forbindelse med Strukturreformen i 2007 blev disse tre landsdele afløst af tre nye:
- Landsdel Hovedstaden, bestående af samme geografiske område som Region Hovedstaden.
- Landsdel Sjælland-Syddanmark, bestående af Region Sjælland og Region Syddanmark.
- Landsdel Midtjylland-Nordjylland, bestående af Region Midtjylland og Region Nordjylland.

## Statistik
Siden 1. januar 2007 har Danmarks Statistik til statistiske formål anvendt følgende 11 landsdele, der er en underopdeling af regionerne. Region Hovedstaden opdeles i 4 landsdele, Region Sjælland, Region Midtjylland, og Region Syddanmark opdeles i hver 2 stk, mens Region Nordjylland ikke opdeles. Denne inddeling er implementeret som en del af EU og Eurostats NUTS-system, hvor regionerne er de geografiske enheder på niveau 2 og landsdelene på niveau 3. (Danmark som helhed er på niveau 1).
| NUTS-2 | NUTS-2             | NUTS-3 | NUTS-3               | NUTS-3 |
| Kode   | Region             | Kode   | Landsdel             | Landsdelens område |
| DK01   | Region Hovedstaden | DK011  | København By         | Københavns, Frederiksberg, Dragør og Tårnby kommuner                                                                                                 |
| DK01   | Region Hovedstaden | DK012  | Københavns omegn     | Albertslund, Ballerup, Brøndby, Gentofte, Gladsaxe, Glostrup, Herlev, Hvidovre, Høje-Taastrup, Ishøj, Lyngby-Taarbæk, Rødovre og Vallensbæk kommuner |
| DK01   | Region Hovedstaden | DK013  | Nordsjælland         | Allerød, Egedal, Fredensborg, Frederikssund, Furesø, Gribskov, Halsnæs, Helsingør, Hillerød, Hørsholm og Rudersdal kommuner                          |
| DK01   | Region Hovedstaden | DK014  | Bornholm             | Bornholms Kommune og Ertholmene |
| DK02   | Region Sjælland    | DK021  | Østsjælland          | Greve, Køge, Lejre, Roskilde og Solrød kommuner |
| DK02   | Region Sjælland    | DK022  | Vest- og Sydsjælland | Faxe, Guldborgsund, Holbæk, Kalundborg, Lolland, Næstved, Odsherred, Ringsted, Slagelse, Sorø, Stevns og Vordingborg kommuner                        |
| DK03   | Region Syddanmark  | DK031  | Fyn                  | Assens, Faaborg-Midtfyn, Kerteminde, Langeland, Middelfart, Nordfyn, Nyborg, Odense, Svendborg og Ærø kommuner                                       |
| DK03   | Region Syddanmark  | DK032  | Sydjylland           | Billund, Esbjerg, Fanø, Fredericia, Haderslev, Kolding, Sønderborg, Tønder, Varde, Vejen, Vejle og Aabenraa kommuner                                 |
| DK04   | Region Midtjylland | DK041  | Vestjylland          | Herning, Holstebro, Ikast-Brande, Lemvig, Ringkøbing-Skjern, Skive, Struer og Viborg kommuner                                                        |
| DK04   | Region Midtjylland | DK042  | Østjylland           | Favrskov, Hedensted, Horsens, Norddjurs, Odder, Randers, Samsø, Silkeborg, Skanderborg, Syddjurs og Aarhus kommuner                                  |
| DK05   | Region Nordjylland | DK050  | Nordjylland          | Brønderslev, Frederikshavn, Hjørring, Jammerbugt, Læsø, Mariagerfjord, Morsø, Rebild, Thisted, Vesthimmerland og Aalborg kommuner                    |

### Tabel
Befolkningstal er per 1. januar 2014. Landarealet inkluderer kun få og små søarealer.
| Landsdel             | Befolkning | Landareal i km2 | Befolkningstæthed bef./km2 | Region      |
| -------------------- | ---------- | --------------- | -------------------------- | ----------- |
| København By         | 728.243    | 169,6           | 4394                       | Hovedstaden |
| København Omegn      | 530.612    | 342,3           | 1550                       | Hovedstaden |
| Nordsjælland         | 450.245    | 1.449,0         | 311                        | Hovedstaden |
| Østsjælland          | 239.016    | 807,7           | 296                        | Sjælland    |
| Vest- og Sydsjælland | 577.710    | 6.414,9         | 90                         | Sjælland    |
| Bornholm             | 40.305     | 592,3           | 68                         | Hovedstaden |
| Fyn                  | 486.709    | 3.478,7         | 140                        | Syddanmark  |
| Sydjylland           | 715.800    | 8.777,3         | 82                         | Syddanmark  |
| Østjylland           | 851.769    | 5.841,4         | 146                        | Midtjylland |
| Vestjylland          | 425.769    | 7.164,3         | 59                         | Midtjylland |
| Nordjylland          | 581.057    | 7.878,6         | 74                         | Nordjylland |
| Danmark              | 5.627.235  | 42.915,7        | 131                        |             |